# Megachile silvapis
Megachile silvapis är en biart som beskrevs av Wu 2005. Megachile silvapis ingår i släktet tapetserarbin, och familjen buksamlarbin. Inga underarter finns listade i Catalogue of Life.